# Philippine Airlines
Филиппинские авиалинии (англ. Philippine Airlines) — национальная авиакомпания Филиппин, единственный сертифицированный IOSA международный авиаперевозчик в стране.

## Флот
В августе 2021 года флот Philippine Airlines состоял из 65 самолетов, средний возраст которых 6,9 лет: